# Hymn Moskwy

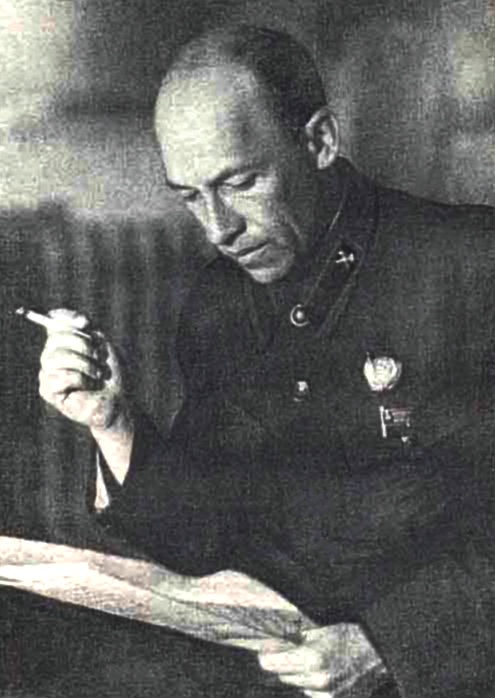
Izaak Dunajewski – autor muzyki Hymnu Moskwy

Droga moja stolica (Moja Moskwa) (ros. Дорогая моя столица (Моя Москва)) – rosyjsko-radziecka pieśń o Moskwie z czasów wielkiej wojny ojczyźnianej. Od 5 lipca 1995 oficjalny hymn Moskwy. Autorami słów byli  Mark Lisianski i Siergiej Agranian, a kompozytorem Izaak Dunajewski.

Pieśń można usłyszeć w radzieckim filmie animowanym z 1947 roku pt. Dla Ciebie, Moskwo – w rysunkowym plakacie filmowym poświęconym 800-leciu Moskwy.